# Nuno Vicente
Nuno Vicente, né au Portugal, est un nageur portugais.
En 2007, il a parcouru environ 17 kilomètres à la nage entre la ville de Peniche et l'archipel des Berlengas. Il traverse la Manche à la nage en 2008.